# 間宮新五郎
間宮 新五郎（まみや しんごろう、? - 延宝5年1月11日（1677年2月12日））は、江戸時代前期の一揆指導者。

## 経歴・人物
武蔵荏原郡新井宿村の百姓代。
延宝2年（1674年）9月年貢の減免を訴えた訴状（新五郎筆）を領主の木原氏に提出、強訴の廉で処刑された大森六人衆のひとり。
6人を祀った墓が同地の善慶寺にある（新井宿義民六人衆墓）。